# Wasserzell (Eichstätt)
Wasserzell ist ein Kirchdorf und ein Ortsteil der Stadt Eichstätt im oberbayerischen Landkreis Eichstätt.

## Lage

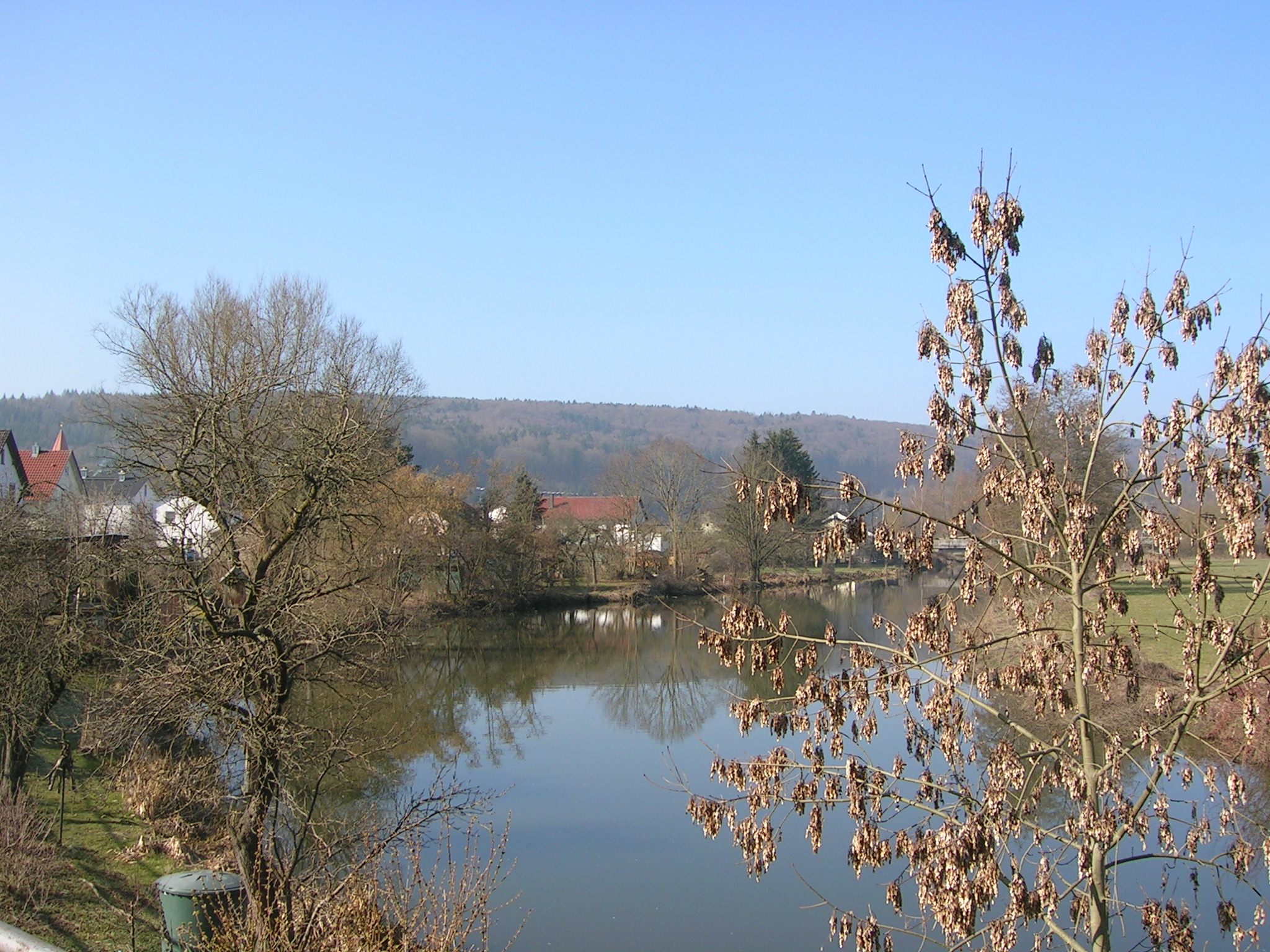
Die Altmühl bei Wasserzell

Wasserzell liegt am südlichen Altmühlufer im Talgrund und am Talhang. Von der durch das Altmühltal führenden Staatsstraße 2230 ist das Dorf durch eine über die Altmühl und dann weiter nach Ochsenfeld führende Nebenstraße zu erreichen. Unmittelbar an Wasserzell führt der Altmühltal-Radwanderweg vorbei. Das Dorf besitzt Bahnanschluss über einen Haltepunkt der Strecke Eichstätt Bahnhof–Eichstätt Stadt, die von der Bayerischen Regiobahn betrieben wird.

## Geschichte
Auf dem Schneckenberg oberhalb Wasserzells ist eine prähistorische Abschnittsbefestigung nachgewiesen.
Der heutige Stadtteil von Eichstätt bestand früher aus Ober- und Unterwasserzell. Unterwasserzell, gegründet im 10. oder 11. Jahrhundert, führte ursprünglich die Bezeichnung „Richoluescelle“. Im Jahr 1196 wird ein Otto de Celle als Domherr von Eichstätt genannt. Das Gebiet flussaufwärts von Eichstätt, in dem Wasserzell liegt, war bis zur Gründung des Augustinerklosters Rebdorf im Jahr 1156 Reichsgut. Später teilten sich der Bischof von Eichstätt, das Kloster Rebdorf und das Eichstätter Kloster Sankt Walburg das Dorf. 1216 wurde zwischen der Dompfarrei und dem Kloster Rebdorf ein Vergleich um die Pfarrrechte geschlossen. 1446 ist eine Wallfahrt erwähnt.
Im Verlauf der Hexenverfolgung im Hochstift Eichstätt wurden mindestens zwei Frauen aus Wasserzell als vermeintliche Hexen angeklagt und 1617 bzw. 1618 zum Tode verurteilt.
Während des Dreißigjährigen Krieges wurde der Ort 1633 geplündert.
Der Bahnanschluss von Wasserzell besteht seit 1885. Die ursprüngliche Schmalspurbahn wurde 1934 auf Normalspur umgestellt. Südwestlich von Wasserzell führt die Strecke in Richtung Eichstätt-Bahnhof durch den Schneckenbergtunnel (189 Meter Länge).
Am 1. Juli 1972 wurde Wasserzell im Rahmen der Gebietsreform in Bayern nach Eichstätt eingemeindet.
Einwohnerentwicklung:
- 1741: 341 Einwohner
- 1830: 276 Einwohner
- 1937: 364 Einwohner
- 1983: 463 Einwohner
- 2007: 422 Einwohner

Seit 1996 wird in Wasserzell ein Kinderhaus nach der Montessori-Pädagogik betrieben.
2009 wurde die in den 1920er Jahren regulierte Altmühl bei Wasserzell renaturiert. Ein ehemaliger Flussmäander in Richtung Obereichstätt in der Flur Sperberslohe wurde durch die Verbindung zweier Altarme und der Verfüllung der Regulierungsstrecke der Altmühl reaktiviert.

## Sehenswürdigkeiten
- Kirche der Vierzehn Nothelfer; spätgotisch, erbaut unter Fürstbischof Wilhelm von Reichenau (1464–1496); gotisches Netzgewölbe im zweijochigen Chor; quadratischer, in halber Höhe in ein Achteck übergehender, 1620 errichteter Turm mit Ziegelhelm vom Anfang des 17. Jahrhunderts, im Untergeschoss die Sakristei; Umgestaltung zur Barockkirche im 18. Jahrhundert; 1928 und 1945 Kirchenerweiterungen; Langhaus mit Flachdecke (Holz-Kassetten) von 1701; profanes Obergeschoss mit Zugang vom Turm her; barocker Hochaltar (Anfang des 18. Jahrhunderts) mit Altarbild von Maria und Josef mit den 14 Nothelfern, von 1790 von dem Eichstätter Maler Johann Adam Weber (ein Ablassbrief von 1489 trug dazu bei, dass sich die Kirche zu einer Wallfahrtsstätte entwickelte); Kreuzweg desselben Künstlers; barocke Seitenaltäre (Anfang des 18. Jahrhunderts) mit Altarbildern Webers; Marienstatue der Spätrenaissance (16. Jahrhundert) auf dem linken Seitenaltar; Sakramentshäuschen aus Stein mit Christushaupt (um 1500); Weihwasserstein (um 1600); 14-Nothelfer-Tafelbild von ca. 1600 an der rechten Langhausseite; spätgotische Madonna (ca. 1490) an der Rückwand; spätgotische Bischofsfigur (hl. Willibald?) auf dem Schalldeckel der Kanzel (um 1490); Orgel von 1995 von Andreas Ott in Bensheim (10 Register). - Die katholische Filialkirche gehörte zur Dompfarrei Eichstätt und war ab 1930 Expositur; 1933 war hier der spätere Regensburger Bischof Rudolf Graber Expositus. 1973 wurde sie Filiale der Pfarrei St. Johannes Baptist in Eichstätt-Rebdorf.
- Steib-Kapelle, mit Statue „Christus in der Rast“
- Gedenk-Kapelle an Dechant Theodor Trompeter, ebenfalls mit einer Statue „Christus in der Rast“
- Steinerne Büste des 17. Jahrhunderts aus dem ehemaligen Botanischen Garten der Willibaldsburg Eichstätt, ein römischer Feldherr, oberhalb Wasserzells auf einem Jurafelsen, dem „Schallerfelsen“, stehend.
- Naturdenkmal „Ehemaliger Steinbruch Wasserzell am Frauenberg“, als Geotop 176A004 im Bayerischen Umweltobjektkatalog eingetragen.[4]

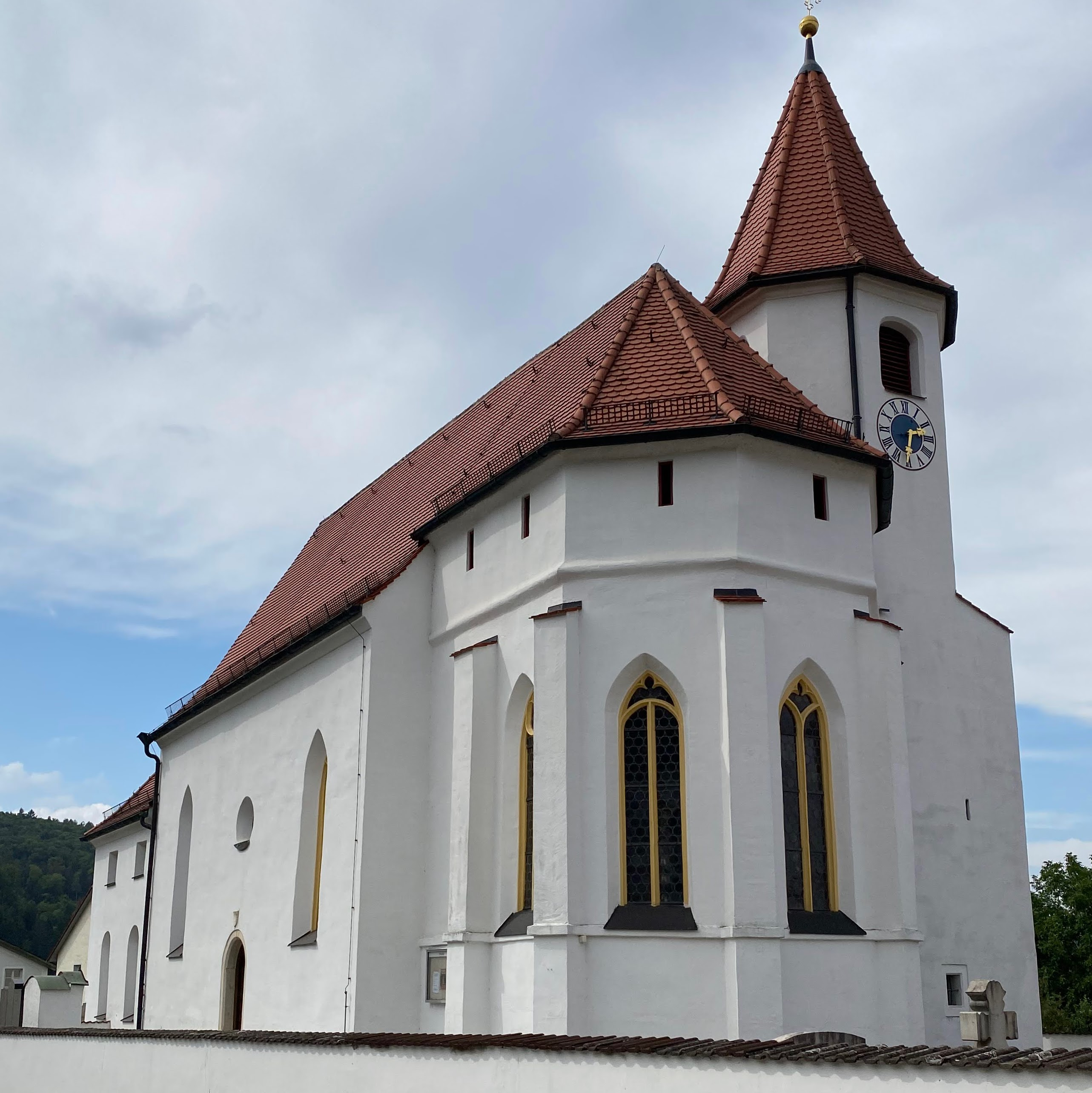
Kirche der Vierzehn Nothelfer
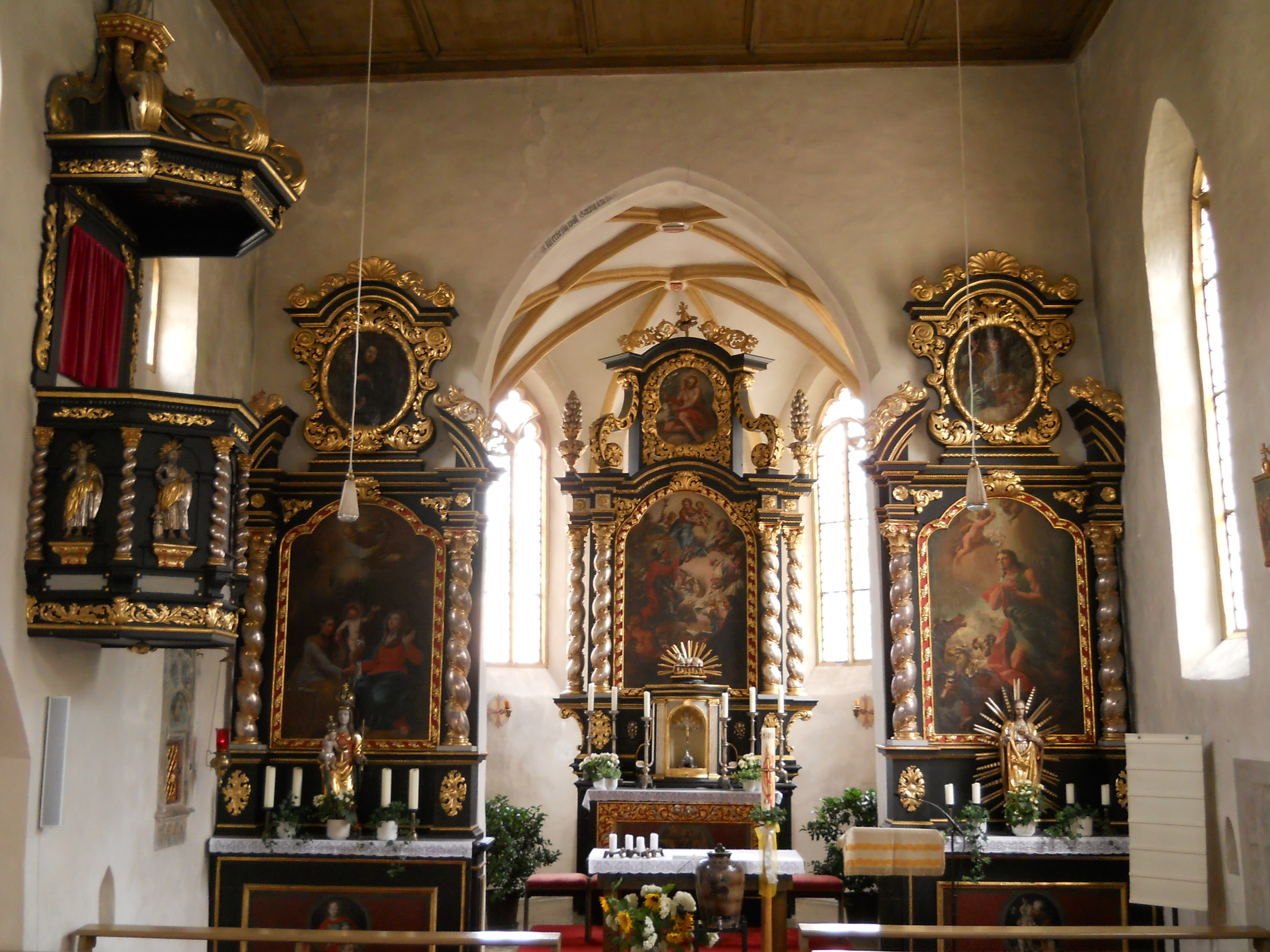
Kircheninneres
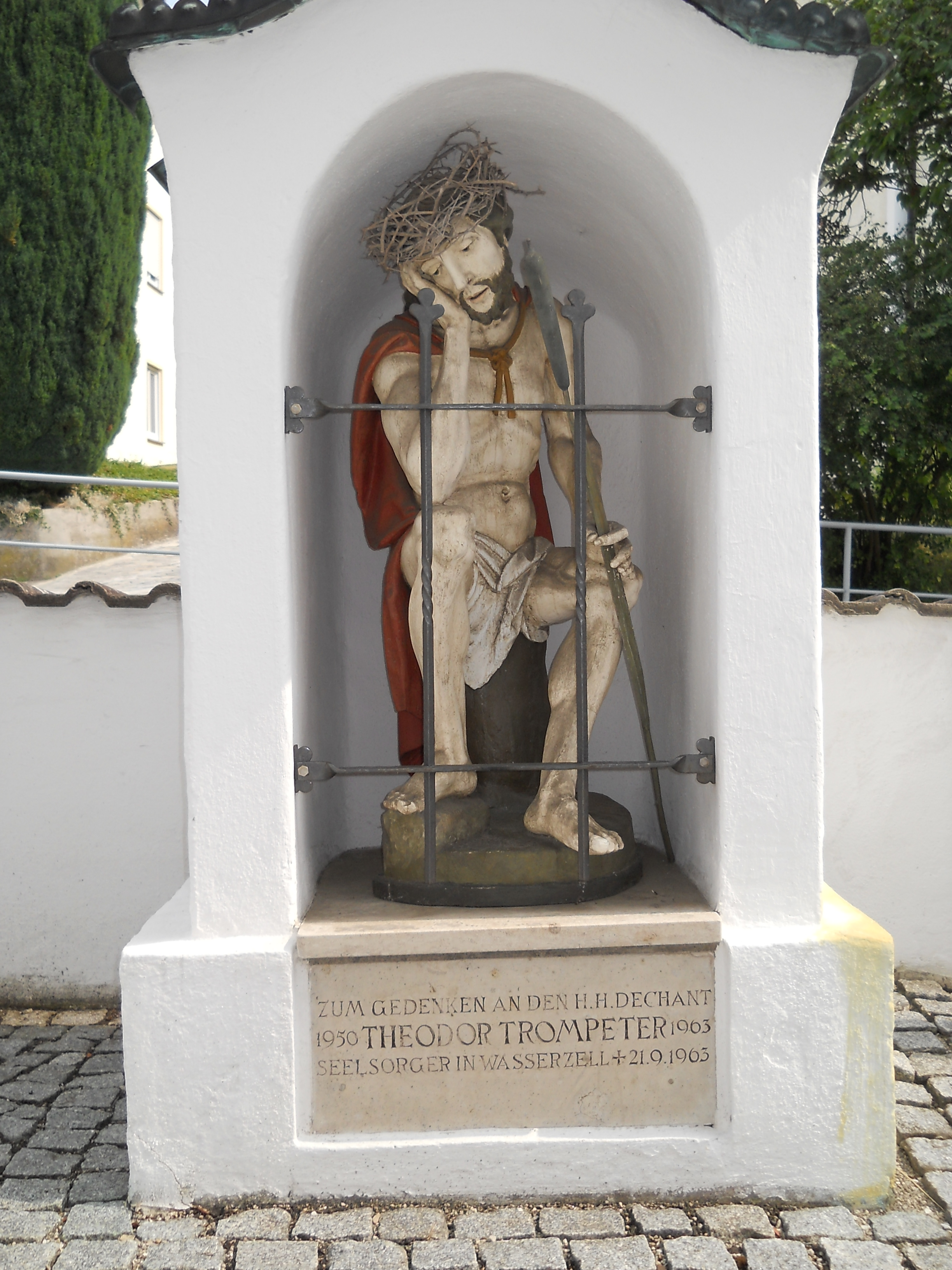
Friedhof, Kapelle „Christus in der Rast“

Siehe auch Baudenkmäler von Wasserzell.

## Vereine
- Freiwillige Feuerwehr Wasserzell (seit 1881)
- Krieger- und Hinterbliebenenkameradschaft Wasserzell (seit 1922; Kriegerdenkmal „St. Georg als Drachentöter“ von 1931 von Heinz Hensch im neuen Friedhof)
- Sportclub Wasserzell (seit 1924)

## Sonstiges
An der Altmühlbrücke befindet sich ein Bootsrastplatz.